# Henny Thijssen

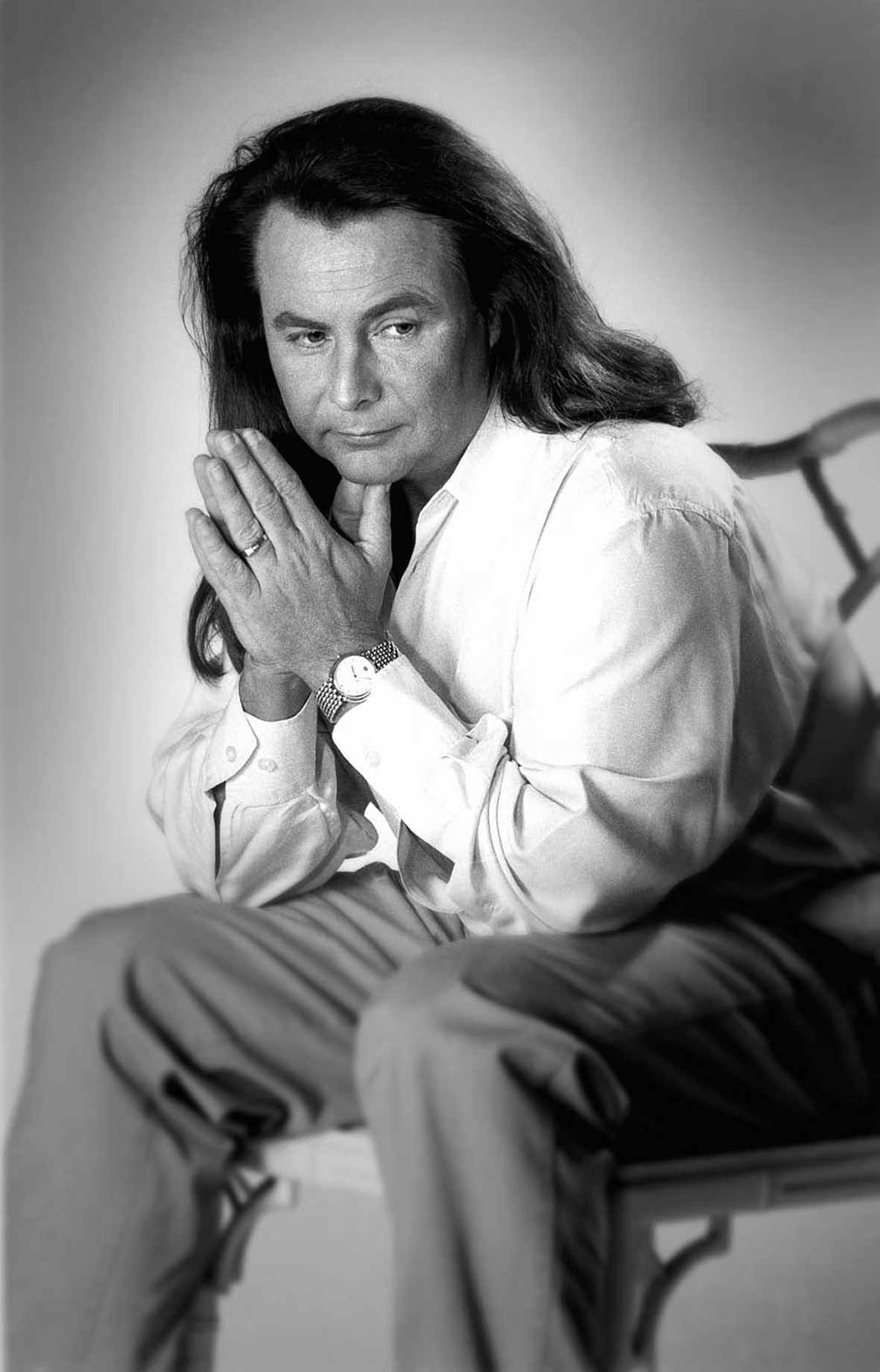
Henny Thijssen

Henny Thijssen (* 1952 in Enschede) ist ein niederländischer Sänger, Textschreiber und Komponist. Er ist der ältere Bruder von Wilma Landkroon, die Ende der 1960er und Anfang der 1970er Jahre als Kinderstar auch international bekannt wurde, und von Reiny Landkroon, einer in den Niederlanden ebenfalls bekannten Sängerin.
1988 gewann Henny Thijssen mit dem Titel Save Our Planet das Welt-Songfestival  in Bratislava  (1. Platz Publikumsjury, 3. Platz Fachjury). Zehn Jahre später veröffentlichte er sein Album Tastbaar, 2008 erschien ein weiteres Album Levensecht. Schon 2007 waren die Singles Tabbe Tabbe Tab und 2008 Die nacht is mijn leven (Duett mit Henri van Velzen) auf den Markt gekommen. Thijssens nächste Single Dans nog één keer met mij stieg im Dezember 2008 in die niederländischen Charts ein, in denen sie im Januar 2009 Platz 45 erreichte.
Henny Thijssen ist als Songschreiber für viele andere erfolgreiche Künstler tätig, so für Wilma Landkroon, Sylvia Corpiér, Marianne Weber, Corry Konings, André Hazes, Renée de Haan und Gert en Hermien.

## Bekannte Lieder
- für André Hazes:
  - Ga
  - Het kind in mij
  - Blijf nog even hangen
- für Frank van Etten:
  - Leef als een zigeuner
  - Geluk
  - Pluk alle sterren van de hemel
- für Renée de Haan:
  - Als je dan wilt gaan
- für Koos Alberts:
  - Tranen van verdriet
  - Je moet ’t leven nemen zoals ’t gaat
  - Vergeten kan ik niet
  - Wie brengt jou naar huis vannacht
  - Laat me nu gaan
  - Net als vroeger (Album)[2]
  - Even dicht bij jou (Album)[2]